# Гипотеза счастья
«Гипотеза счастья: поиск современной истины в древней мудрости» (англ. The Happiness Hypothesis) ― книга по психологии, написанная Джонатаном Хайдтом в 2006 году для широкой аудитории. В ней Хайдт описывает несколько «великих идей», выдвинутых мыслителями прошлого — Платоном, Буддой, Иисусом и другими, рассматривает их в свете науки и извлекает из них выводы, которые применимы к нашей современной жизни. Центральное место в книге занимают понятия добродетели, счастья, самореализации и смысла.

## Краткое содержание глав

### Введение. Меньше знаешь — крепче спишь
Во Введении сначала объясняется, что цель автора — свести бесконечную «мудрость», доступную современным людям, к 10 великим идеям, по одной в каждой главе. В оставшейся части Введения даётся краткий обзор этих десяти глав.
В первой главе описывается, что каждый человек состоит из двух частей: примитивной части, которая включает наши основные инстинкты, и высокоразвитой части, которая пытается контролировать инстинкты. Во второй главе показано, что попытка контролировать инстинкты приводит к чрезмерному беспокойству, но для того, чтобы отвлечься от беспокойства, можно использовать различные техники, например, медитацию. Третья глава посвящена отношениям человека с другими людьми и начинается с Золотого правила нравственности: поступай с другими так, как ты хотел бы, чтобы они поступали с тобой. Это приводит в четвёртой главе к описанию склонности людей видеть недостатки в других с большей готовностью, чем в себе, которые, просто осознав, мы можем приложить некоторые усилия, чтобы исправить их и таким образом приблизиться к жизни по Золотому правилу.
В пятой главе, в середине книги, Хайдт вводит понятие «гипотеза счастья». Гипотеза счастья может заключаться в том, что счастье приходит изнутри, как говорил Будда, или в том, что счастье приходит извне. В шестой главе Хайдт доказывает, что истина может лежать между этими двумя крайностями, и утверждает, что любовь зависит не только от самого себя и имеет решающее значение для счастья. В седьмой главе задаётся вопрос, являются ли невзгоды необходимым условием счастья, и даётся нюансированный ответ, который заключается в том, что это зависит от вашего жизненного этапа. Достижение счастья — это сложный процесс, который включает в себя добродетельное поведение, и Хайдт утверждает в восьмой главе, что добродетельное поведение означает поступать так, как говорил Аристотель, развивать свои сильные стороны и реализовывать свой потенциал. Девятая глава расширяет идею о том, что счастье человека выигрывает от добродетельной жизни, отмечая, что ощущение божественности помогает, а божественность приходит через практику нравственных поступков на протяжении всей жизни. Десятая глава развивает идею практики на протяжении всей жизни и утверждает, что счастливая жизнь — это та, в которой вы правильно выстраиваете отношения между собой и другими, собой и своей работой, а также между своей работой и чем-то большим, чем вы сами — вы чувствуете цель.

### Глава 1. Расщеплённое «Я»
Хайдт рассматривает ряд способов разделения «я», существовавших с древних времён:
- сознание и тело
- левый мозг и правый (латерализация функций головного мозга)
- старый мозг и новый мозг (лобная доля)
- управляемое и автоматическое

Хайдт фокусируется на этом последнем разделении — между сознательными/рассудочными процессами и автоматическими/неявными процессами. Его метафора — это всадник на спине слона, в котором сознательный разум — это всадник, а бессознательный разум — слон. Всадник не может управлять слоном силой: это объясняет многие загадки нашей психической жизни, в частности, почему у нас такие проблемы со слабостью воли. Научиться дрессировать слона — вот секрет самосовершенствования.

### Глава 2. Умение меняться
Автоматические эмоциональные реакции «слона» (аффективный прайминг) руководят нами на протяжении всей жизни. Люди даже склонны выбирать товарищей и профессии, чьи имена похожи на их собственные. Хотя существует предвзятое отношение к негативу, некоторые люди являются оптимистами, а другие — пессимистами. Хайдт рассматривает три способа изменения этих автоматических реакций: (1) медитация, (2) когнитивная терапия и (3) препараты СИОЗС, такие как флуоксетин.

### Глава 3. О взаимности и мести
Многие виды ведут социальную жизнь, но среди млекопитающих только люди, в частности, ультрасоциальны — они способны жить в очень больших кооперативных группах. Золотое правило нравственности, дополненное сплетнями, — вот секрет нашего успеха. Опираясь на «шесть видов оружия влияния» Роберта Чалдини, Хайдт описывает способы, с помощью которых понимание глубинных механизмов взаимности может помочь решить проблемы в нашей социальной жизни и защититься от многочисленных способов манипулирования нами.

### Глава 4. Чужие недостатки
Частью нашей ультрасоциальности является то, что мы постоянно пытаемся манипулировать представлениями других о себе, не осознавая, что делаем это. Как сказал Иисус, мы ясно видим недостатки других, но слепы к своим собственным. («Что ты видишь соринку в глазу ближнего твоего, а бревна в твоём собственном глазу не замечаешь?»).
Хайдт рассматривает, что социальная психология может сказать об этом, начиная с работы Дэниела Бэтсона об обмане и самооправдании, упоминая описание Робертом Райтом нашего «конституционного невежества» в отношении лицемерия в «Моральном животном», и переходя к работе Дианны Кун и Дэвида Перкинса о предвзятости подтверждения и работе Роя Баумейстера «Миф о чистом зле». Затем Хайдт обсуждает способы снятия «моральных очков» и видения мира таким, какой он есть на самом деле.

### Глава 5. В поисках счастья
Принято считать, что счастье приходит изнутри и не может быть найдено во внешних вещах. Некоторое время в 1990-х годах психологи соглашались с древними мудрецами (такими как Будда и Эпиктет) в том, что внешние условия не имеют значения. Однако Хайдт утверждает, что теперь мы знаем, что некоторые внешние обстоятельства действительно имеют значение. Он называет способы повышения уровня счастья за счёт их изменения, включая правильное расходование денег, и утверждает, что западный акцент на действиях и стремлениях не лишён оснований.

### Глава 6. Любовь и привязанности
Существует множество видов любви, но, как утверждает Хайдт, все они начинают приобретать смысл, когда вы видите, откуда берётся любовь и что она делает. Для этого он рассматривает исследование и отчёт Джона Боулби «Материнская забота и психическое здоровье», проведённое при поддержке Всемирной организации здравоохранения в 1950 году, и последующую работу Гарри Харлоу с обезьянами. Понимание различных видов любви, пишет он, может помочь объяснить, почему люди совершают так много ошибок в любви и почему философы ненавидят любовь и дают нам плохие советы о ней.

### Глава 7. Несчастья как полезный инструмент
Ницше писал: «То, что меня не убивает, делает меня сильнее», но это верно не для всех; невзгоды могут привести к посттравматическому стрессовому расстройству. Хайдт обсуждает, как и почему некоторые люди вырастают из своих страданий, а также способы повышения шансов на посттравматический рост. Невзгоды в нужный момент жизни, как показывают исследования Роберта Стернберга о мудрости, могут сделать людей более сострадательными и способными балансировать между потребностями себя и других.

### Глава 8. Радость добродетели
На примере Бенджамина Франклина Хайдт рассматривает, как успех может следовать за добродетелью, в широком смысле слова, восходящем к древнегреческому арете — превосходство. Древние, по словам Хайдта, имели сложное психологическое понимание добродетели, используя афоризмы, басни и ролевые модели для тренировки «слона», автоматических реакций человека. Хотя истоки западной добродетели лежат в Гомере, Эзопе и Ветхом Завете, современное её понимание имеет много общего с аргументами Канта (категорический императив) и Бентама (утилитаризм). С ними произошёл переход от этики характера к этике проблем, от морального воспитания к моральному рассуждению.
Чтобы ответить на вопрос о том, как можно выработать общую мораль в разнообразном обществе, Хайдт обращается к позитивной психологии, в частности к работе Мартина Селигмана и Кристофера Петерсона о добродетелях и сильных сторонах.

### Глава 9. Божественное — с Богом и без него
Используя метафору Флатландии, Хайдт утверждает, что восприятие сакральности и божественности — две основные черты человеческого разума; эмоции отвращения, морального возвышения и благоговения говорят нам об этом измерении, но не все прислушиваются к ним. Понять «религиозных правых» можно, только признав это измерение, которое большинство либералов и светских мыслителей игнорируют или понимают неправильно. Работы Уильяма Джеймса и Абрахама Маслоу (о «пиковых переживаниях») показывают, каким образом это измерение актуально и для нерелигиозных людей.

### Глава 10. Счастье как взаимодействие
Хайдт рассуждает о «смысле жизни», проводя различие между целью жизни и целью внутри жизни. Любовь и работа дают ощущение смысла жизни. В исследовании Михая Чиксентмихайи, Говарда Гарднера и Уильяма Дэймона была сформулирована концепция «жизненной вовлеченности», которая характеризует работу с наибольшей осмысленностью. Также жизненно важна «межуровневая согласованность» внутри себя и своей жизни, согласованность между физическим, психологическим и социокультурным уровнями. Хайдт утверждает, что религия — это эволюционировавший механизм для создания такой согласованности.

### Глава 11. Заключение. О равновесии
В заключение Хайдт утверждает, что древняя идея инь и ян оказывается самой мудрой из всех. Нам нужны, пишет он, перспективы древней религии и современной науки, Востока и Запада, даже либералов и консерваторов. «Слова мудрости действительно обрушиваются на нас, но только черпая из многих источников, мы можем стать мудрыми».

## Отзывы
«Гипотеза счастья» получила положительные отзывы. Дэниел Неттл, рецензируя книгу в журнале Nature, принял её центральную предпосылку о «поразительном сходстве между советами древних о том, как жить, и мыслями современных психологов о том, как иметь здоровый ум». Он был впечатлён широтой понимания Хайдтом современной науки о поведении и счёл книгу «самой интеллектуально содержательной из всех, появившихся в рамках движения „позитивной психологии“».
Джеймс Флинт завершил свою рецензию на книгу в The Guardian словами: «Я не думаю, что когда-либо читал книгу, которая изложила бы современное понимание человеческого состояния с такой простой ясностью и смыслом». Кристофер Харт в газете «Таймс» назвал книгу «гуманной, остроумной и утешительной… блестяще синтезирующей древние культурные знания с современной психологией».